# Chiesa dei Santi Pietro e Paolo Apostoli (Pavullo nel Frignano)
La chiesa dei Santi Pietro e Paolo Apostoli è la parrocchiale di Olina, frazione di Pavullo nel Frignano in provincia di Modena. Appartiene al vicariato di Pavullo nel Frignano dell'arcidiocesi di Modena-Nonantola e risale al XV secolo.

## Storia

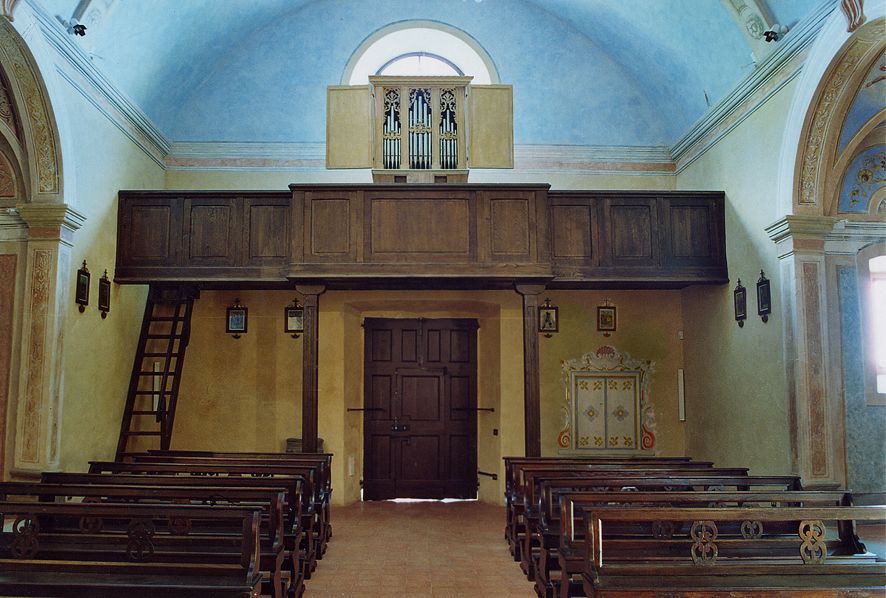
Controfacciata con organo.

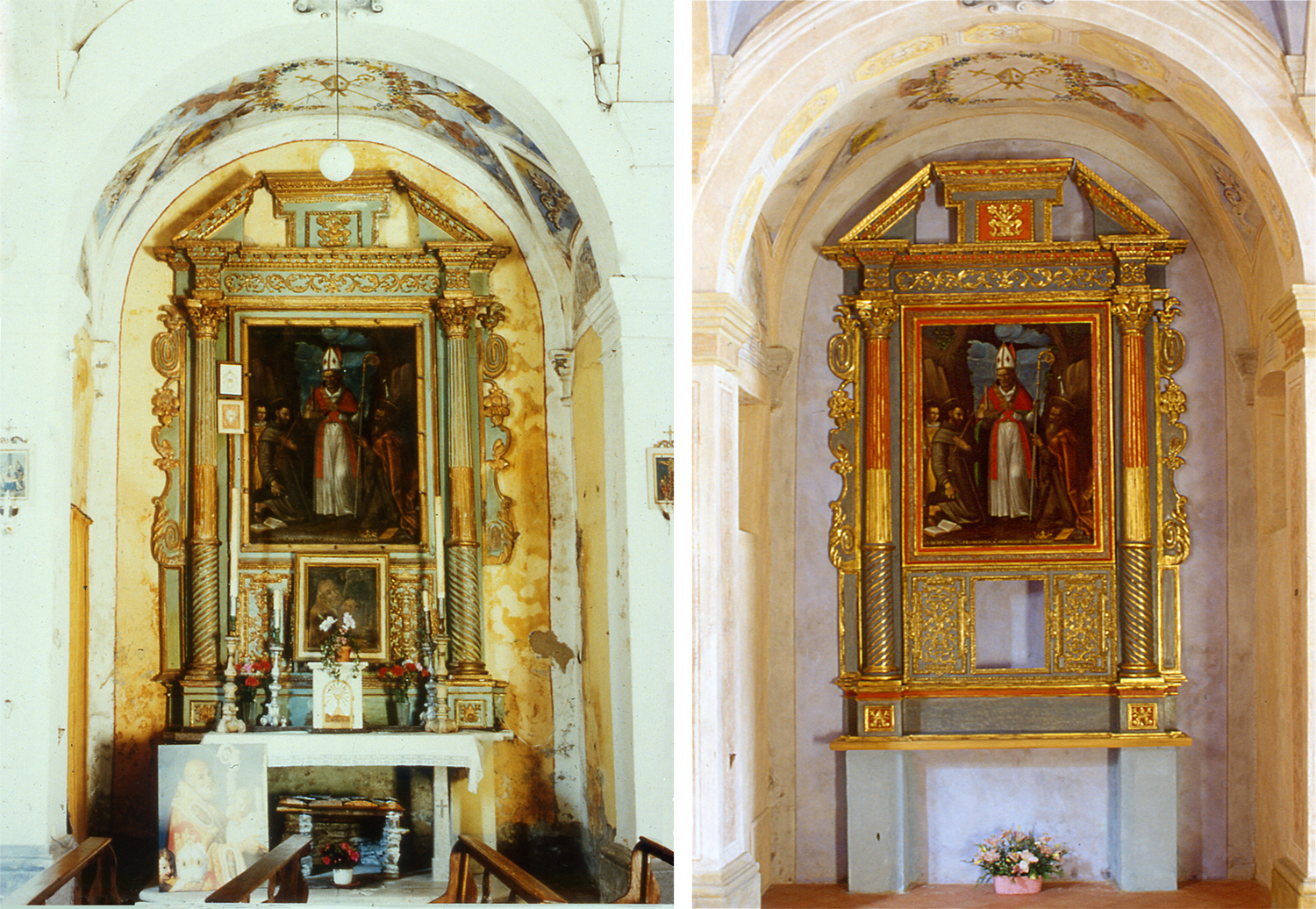
Cappella di San Geminiano prima e dopo il restauro.

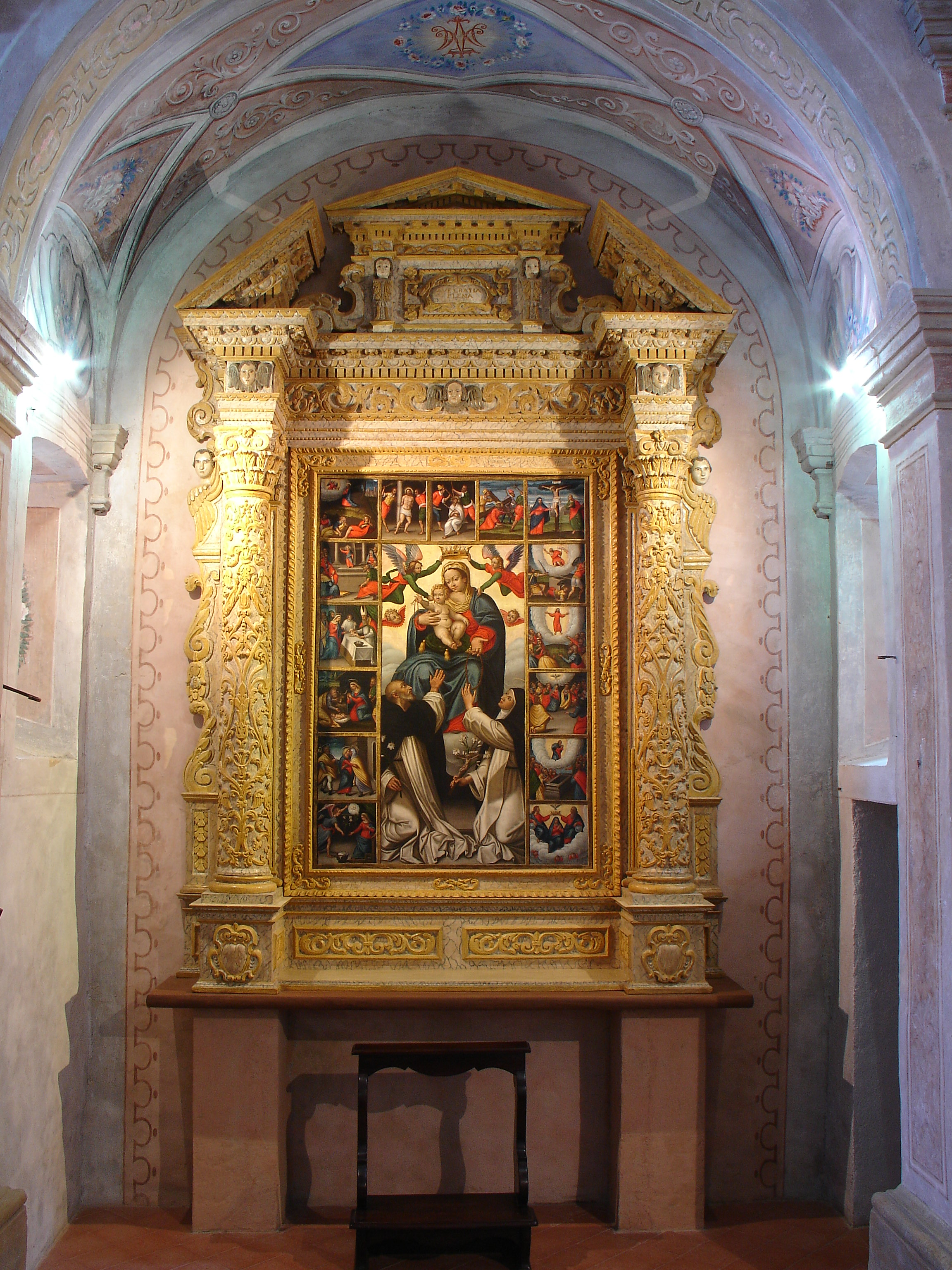
Cappella della Madonna del Rosario.

Il piccolo luogo di culto viene citato già attorno al XV secolo ma è solo a partire da due secoli dopo che sono documentati importanti interventi alla struttura che hanno interessato sia le opere murarie sia le decorazioni. La chiesa originaria era stata edificata a croce latina e nel transetto erano presenti le cappelle con dedicazione alla Madonna del Rosario e a San Geminiano. Gli ampliamenti iniziati nel XVIII secolo aggiunsero altri due altari ai tre preesistenti e interessarono sia la copertura della sala sia la costruzione dell'organo a canne, opera di Domenico Traeri.
Verso la fine del secolo successivo la torre campanaria venne aumentata di altezza e nella cella vennero inserite nuove campane fuse per l'occasione. Negli anni cinquanta del XX secolo vennero realizzati interventi alla struttura che ne modificarono l'aspetto e fecero perdere alcune parti di grande importanza storico-artistica. Agli altari storici vennero tolte le parti in legno per sostituirle con materiali di minor pregio, fu seriamente limitata la cantoria e l'antica pavimentazione della sala in cotto venne sostituita da graniglia.
Tra la fine del XX e l'inizio del XXI secolo è stato realizzato un ciclo di interventi di restauro conservativo che ha in parte recuperato la situazione precedente la metà del Novecento.

## Descrizione

### Esterno
La facciata a capanna molto semplice della chiesetta, che è un esempio di architettura rurale modenese, presenta il portale architravato con cornice e piccolo frontone superiore. Al centro del prospetto si trova il piccolo rosone che porta luce alla sala.  
La torre campanaria è posta in posizione molto arretrata, sul lato sinistro della struttura. La cella si apre con quattro finestre a bifora e la copertura è a guglia molto acuta con   forma di piramide a base poligonale.

### Interno
La navata interna è unica ma ampliata da quattro cappelle laterali. Il presbiterio è leggermente elevato e senza conclusione absidale. La pavimentazione della sala è in cotto.